# Nekrolog 1. Quartal 1958
Nekrolog
◄◄
| ◄
| 1954
| 1955
| 1956
| 1957
| 1958 | 1959 | 1960 | 1961 | 1962 | ► | ►►
1. Quartal |
2. Quartal |
3. Quartal |
4. Quartal 1958
Weitere Ereignisse | Allgemeiner Nekrolog 1958
Die Beschreibung der verstorbenen Person sollte so kurz wie möglich gehalten sein und nur deren signifikante Tätigkeit(en) enthalten.
Neue Namen ggf. auch unter dem Geburts- und Sterbedatum, also etwa unter 1. Januar und im Geburts- und Sterbejahr (2024) eintragen (nur bei entsprechender großer Wichtigkeit). Für Beispiele siehe die schon vorhandenen Artikel.
Außerdem über die fünf zuletzt Verstorbenen, zu denen es einen ausreichend guten Artikel für eine Präsentation auf der Hauptseite gibt, nach der todesbedingten Überarbeitung der Artikel ggf. auch unter Wikipedia Diskussion:Hauptseite informieren und sie am besten auch in den anderen Wikipedia-Sprachversionen eintragen. Tipp: Regelmäßig bei news.google.de nach „ist tot“, „gestorben“ oder „verstorben“ suchen.
Wenn eine Person gestorben ist, gibt es viele Seiten zu dieser Person in der Wikipedia, die davon auch betroffen sind und entsprechend aktualisiert werden müssen. Beispiele: Namenübersichtsseite, Geburtsjahr, Geburtsort-Seiten und viele mehr.
Wie finde ich die betroffenen Seiten?
Im Suchfeld auf der linken Seite gibt man den Suchbegriff so ein: „Vorname Nachname“. Dann klickt man auf Volltext und alle Seiten mit entsprechendem Suchtext werden aufgerufen. Hier sieht man dann schnell, wo auch das Todesjahr Sinn macht oder sogar ein Teil des Artikels angepasst werden muss. Auch hilft das „Werkzeug“ auf der linken Seite sehr gut, um solche Seiten aufzufinden: „Links auf diese Seite“. Somit ist die Wikipedia wieder aktuell in allen Bereichen! Hinweis: bei Eintragung der Kategorie „Gestorben JAHR“ wird der Missbrauchsfilter 49 ausgelöst, was jedoch nicht schlimm ist. Siehe: Spezial:Missbrauchsfilter/49
Dies ist eine Liste von im ersten Quartal 1958 verstorbenen bekannten Persönlichkeiten. Die Einträge erfolgen innerhalb der einzelnen Daten alphabetisch sortiert. Tiere sind im Nekrolog für Tiere zu finden.

## Januar
| Tag        | Name                                  | Beruf, bekannt als                                                                                              | Alter | Beleg |
| ---------- | ------------------------------------- | --- | ----- | ----- |
| 1. Januar  | Louis Blaringhem                      | französischer Wissenschaftler und Genetiker                                                                     | 79    |       |
| 1. Januar  | Óscar Domínguez                       | spanischer Maler                                                                                                | 51    |       |
| 1. Januar  | Douglas M. Kelley                     | US-amerikanischer Psychiater                                                                                    | 45    |       |
| 1. Januar  | Erhard Landt                          | deutscher Physiker und Hochschullehrer                                                                          | 57    |       |
| 1. Januar  | Antal Mally                           | ungarischer Fußballspieler und -trainer                                                                         | 67    |       |
| 1. Januar  | Fulton McGrath                        | US-amerikanischer Jazzmusiker und Komponist                                                                     | 50    |       |
| 1. Januar  | Edward Francis Small                  | gambischer Politiker                                                                                            | 66    |       |
| 1. Januar  | Josef Vieler                          | deutscher Politiker der CDU                                                                                     | 74    |       |
| 1. Januar  | Edward Weston                         | amerikanischer Fotograf                                                                                         | 71    |       |
| 2. Januar  | Margarete Eberhardt                   | deutsche Psychologin und Philosophin                                                                            | 71    |       |
| 2. Januar  | David Moore Robinson                  | US-amerikanischer Klassischer Archäologe                                                                        | 77    |       |
| 3. Januar  | Georg Lorenz                          | deutscher Journalist und Senator (Bayern)                                                                       | 60    |       |
| 3. Januar  | Alexander Meißner                     | österreichisch-deutscher Physiker                                                                               | 74    |       |
| 3. Januar  | Kazimieras Paltarokas                 | litauischer katholischer Bischof                                                                                | 82    |       |
| 3. Januar  | Carlos Vaz Ferreira                   | uruguayischer Philosoph, Rechtsanwalt und Schriftsteller                                                        | 85    |       |
| 3. Januar  | Charles Williams                      | US-amerikanischer Drehbuchautor und Schauspieler                                                                | 59    |       |
| 4. Januar  | Adelgunde von Bayern                  | Prinzessin von Bayern, durch Heirat Fürstin von Hohenzollern-Sigmaringen                                        | 87    |       |
| 4. Januar  | Archie Alexander                      | US-amerikanischer Bauingenieur und Politiker                                                                    | 69    |       |
| 4. Januar  | John Anderson, 1. Viscount Waverley   | britischer Politiker, Mitglied des House of Commons                                                             | 75    |       |
| 4. Januar  | Barnett Freedman                      | britischer Maler, Buchillustrator, Typograf, Lithograf und Designer                                             | 56    |       |
| 4. Januar  | Adolf Günther                         | deutscher Rechts- und Staatswissenschaftler                                                                     | 76    |       |
| 4. Januar  | Berthold Klatt                        | deutscher Zoologe                                                                                               | 72    |       |
| 4. Januar  | Philip Lindsay                        | australischer Romanschriftsteller                                                                               | 51    |       |
| 4. Januar  | Otto Miller                           | deutscher katholischer Geistlicher, Schriftsteller und Kirchenlieddichter                                       | 78    |       |
| 4. Januar  | Dunc Munro                            | kanadischer Eishockeyspieler                                                                                    | 56    |       |
| 4. Januar  | Auguste Pelzer                        | deutscher Theologe, Mediävist und Bibliothekar im Vatikan                                                       | 81    |       |
| 4. Januar  | Alliott Verdon Roe                    | britischer Luftfahrtpionier                                                                                     | 80    |       |
| 4. Januar  | Gustav Wehner                         | deutscher Kapitän und Genealoge                                                                                 | 80    |       |
| 4. Januar  | Edwin Welte                           | deutscher Unternehmer und Erfinder                                                                              | 81    |       |
| 5. Januar  | William Hirons                        | britischer Tauzieher                                                                                            | 86    |       |
| 5. Januar  | Franz Holzhammer                      | deutscher Architekt und Baubeamter der Postbauschule                                                            | 64    |       |
| 5. Januar  | Jack McCracken                        | US-amerikanischer Basketballspieler                                                                             | 46    |       |
| 5. Januar  | Hans Pfann                            | deutscher Bergsteiger                                                                                           | 84    |       |
| 6. Januar  | Otto Ameis                            | deutscher Architekt                                                                                             | 76    |       |
| 6. Januar  | Heinrich Remigius Bartels             | deutscher Rittergutsbesitzer und Parlamentarier                                                                 | 77    |       |
| 6. Januar  | Josephine von Belgien                 | Prinzessin von Belgien                                                                                          | 85    |       |
| 6. Januar  | Lois Irene Marshall                   | Gattin des US-Vizepräsidenten Thomas R. Marshall                                                                | 84    |       |
| 6. Januar  | F. Harold Van Orman                   | US-amerikanischer Politiker                                                                                     | 73    |       |
| 7. Januar  | Jalmari Eskola                        | finnischer Langstreckenläufer                                                                                   | 71    |       |
| 7. Januar  | Petru Groza                           | rumänischer Politiker und Rechtsanwalt                                                                          | 73    |       |
| 7. Januar  | Hubert Ripka                          | tschechoslowakischer Autor und Politiker                                                                        | 62    |       |
| 7. Januar  | Otto Bernhard Wendler                 | deutscher Pädagoge und Schriftsteller                                                                           | 62    |       |
| 7. Januar  | Goffredo Zehender                     | italienischer Autorennfahrer                                                                                    | 56    |       |
| 8. Januar  | Mary Colter                           | US-amerikanische Architektin                                                                                    | 88    |       |
| 8. Januar  | John Duff                             | kanadischer Autorennfahrer                                                                                      | 62    |       |
| 8. Januar  | Viktor Geramb                         | österreichischer Volkskundler in der Steiermark                                                                 | 73    |       |
| 8. Januar  | Paul Pilgrim                          | US-amerikanischer Leichtathlet                                                                                  | 74    |       |
| 8. Januar  | Joseph Rickson                        | US-amerikanischer Filmschauspieler                                                                              | 77    |       |
| 9. Januar  | Paul Fechter                          | deutscher Theaterkritiker, Redakteur und Schriftsteller                                                         | 77    |       |
| 9. Januar  | Albert Förster                        | deutscher Arbeiterführer und Widerstandskämpfer gegen den Nationalsozialismus                                   | 69    |       |
| 9. Januar  | Jürgen-Christian Früchte              | deutscher Landwirt, Kaufmann und Politiker (DP/DRP), MdL                                                        | 38    |       |
| 9. Januar  | Dick Grant                            | kanadischer Langstreckenläufer                                                                                  | 79    |       |
| 9. Januar  | Grigori Iwanowitsch Petrowski         | ukrainisch-sowjetischer Revolutionär und Politiker                                                              | 79    |       |
| 09. Januar | John Postans                          | britischer Sportschütze                                                                                         | 88    |       |
| 9. Januar  | Karl Reinhardt                        | deutscher Altphilologe                                                                                          | 71    |       |
| 9. Januar  | Willis R. Whitney                     | US-amerikanischer Chemiker                                                                                      | 89    |       |
| 10. Januar | Michail Alexandrowitsch Pawlow        | russischer Metallurg und Hochschullehrer                                                                        | 94    |       |
| 11. Januar | Russell W. Keeney                     | US-amerikanischer Politiker                                                                                     | 60    |       |
| 11. Januar | Emmi Leisner                          | deutsche Opernsängerin (Mezzosopran/Alt)                                                                        | 72    |       |
| 11. Januar | Edna Purviance                        | US-amerikanische Schauspielerin                                                                                 | 62    |       |
| 11. Januar | Emil Schill                           | Schweizer Maler                                                                                                 | 87    |       |
| 11. Januar | Egidius Schneider                     | deutscher Sozialreferent und Erwachsenenbildner                                                                 | 64    |       |
| 12. Januar | Hans Blunck                           | deutscher Phytomediziner                                                                                        | 72    |       |
| 12. Januar | Charles Hatfield                      | US-amerikanischer Amateurmeteorologe                                                                            | 82    |       |
| 12. Januar | Max Holsboer                          | Schweizer Eishockeyspieler und Schauspieler                                                                     | 74    |       |
| 12. Januar | L. L. Marshall                        | US-amerikanischer Politiker (Republikanische Partei)                                                            | 69    |       |
| 12. Januar | Georges Pouilley                      | französischer Schwimmer                                                                                         | 64    |       |
| 12. Januar | Arthur Shepherd                       | US-amerikanischer Komponist                                                                                     | 77    |       |
| 12. Januar | Andreas Stampler                      | österreichischer Schlosser und Politiker (SPÖ), Abgeordneter zum Nationalrat                                    | 60    |       |
| 12. Januar | Frank Willard                         | US-amerikanischer Comiczeichner und -autor                                                                      | 64    |       |
| 13. Januar | Karl Hartwig                          | Landtagsabgeordneter Waldeck                                                                                    | 77    |       |
| 13. Januar | Jesse L. Lasky                        | US-amerikanischer Filmproduzent                                                                                 | 77    |       |
| 13. Januar | Paul Röhle                            | deutscher Politiker (SPD), MdL                                                                                  | 72    |       |
| 13. Januar | Cornel Schmitt                        | deutscher Pädagoge und Komponist von Kinder- und Chorliedern                                                    | 84    |       |
| 14. Januar | August H. Andresen                    | US-amerikanischer Politiker                                                                                     | 67    |       |
| 14. Januar | Hugh Howie                            | schottischer Fußballspieler und Journalist                                                                      | 33    |       |
| 14. Januar | Hans Krailsheimer                     | deutscher Autor                                                                                                 | 69    |       |
| 14. Januar | José Miaja                            | spanischer General der Republik im Spanischen Bürgerkrieg                                                       | 79    |       |
| 14. Januar | Friedrich Schauer                     | deutscher Theologe und Neuorientalist                                                                           | 66    |       |
| 14. Januar | Max Schröder                          | deutscher Journalist und Verlagslektor                                                                          | 57    |       |
| 14. Januar | Wilhelm Volz                          | deutscher Geograph und Geologe                                                                                  | 87    |       |
| 15. Januar | Adolf Furrer                          | Schweizer Waffenkonstrukteur                                                                                    | 84    |       |
| 15. Januar | Egidio Negrin                         | italienischer Geistlicher und Erzbischof                                                                        | 50    |       |
| 15. Januar | Rudi Rauher                           | deutscher Hörfunkmoderator                                                                                      | 56    |       |
| 15. Januar | Georges Schaeren                      | Schweizer Unternehmer                                                                                           | 75    |       |
| 15. Januar | Jewgeni Lwowitsch Schwarz             | russischer Schriftsteller und Dramatiker                                                                        | 61    |       |
| 15. Januar | Aurel Wintner                         | US-amerikanischer Mathematiker                                                                                  | 54    |       |
| 16. Januar | Carroll John Daly                     | US-amerikanischer Kriminalschriftsteller                                                                        | 68    |       |
| 16. Januar | Valentin Gallmetzer                   | Tiroler Bildhauer                                                                                               | 87    |       |
| 16. Januar | Stanislava Jakševičiūtė-Venclauskienė | litauische Schauspielerin und Regisseurin                                                                       | 83    |       |
| 16. Januar | Aubrey Mather                         | britischer Theater- und Filmschauspieler                                                                        | 72    |       |
| 16. Januar | Francis de Zulueta                    | Jurist und Hochschullehrer                                                                                      | 79    |       |
| 17. Januar | David Leonard Chapman                 | britischer Physiko-Chemiker                                                                                     | 88    |       |
| 17. Januar | Eric Crockford                        | englischer Hockey- und Cricketspieler                                                                           | 69    |       |
| 17. Januar | Michael Donohoe                       | US-amerikanischer Politiker                                                                                     | 93    |       |
| 17. Januar | Maria Krauskopf                       | deutsche Künstlerin                                                                                             | 82    |       |
| 17. Januar | Erich Laeisz                          | deutscher Regattasegler, Reeder und Politiker                                                                   | 69    |       |
| 17. Januar | Rudolf Senti                          | Liechtensteiner Sportschütze                                                                                    | 60    |       |
| 17. Januar | Paul Szillat                          | deutscher Politiker (SPD), MdL                                                                                  | 69    |       |
| 18. Januar | Edmund Adam                           | deutscher Fernschachspieler                                                                                     | 63    |       |
| 18. Januar | Denis J. Driscoll                     | US-amerikanischer Jurist und Politiker                                                                          | 86    |       |
| 18. Januar | Kurt Hornfischer                      | deutscher Ringer                                                                                                | 47    |       |
| 18. Januar | Rudolf L’Orange                       | deutscher Ingenieur und Erfinder                                                                                | 55    |       |
| 18. Januar | Matthew M. Neely                      | US-amerikanischer Politiker                                                                                     | 83    |       |
| 18. Januar | Beatrix de Rijk                       | niederländische Luftfahrtpionierin                                                                              | 74    |       |
| 19. Januar | Wilhelm Gohl                          | deutscher Kommunal- und Landespolitiker (CDU)                                                                   | 61    |       |
| 19. Januar | Frieda Mikola                         | österreichische Politikerin (ÖVP), Abgeordnete zum Nationalrat                                                  | 76    |       |
| 19. Januar | Edmund Moeller                        | deutscher Bildhauer                                                                                             | 72    |       |
| 19. Januar | Cândido Rondon                        | brasilianischer Armeeangehöriger, Ingenieur und Abenteurer                                                      | 92    |       |
| 19. Januar | Otto Sauter-Sarto                     | deutscher Schauspieler                                                                                          | 68    |       |
| 19. Januar | Peter Schneider                       | deutscher Heimatforscher und Gymnasiallehrer                                                                    | 75    |       |
| 20. Januar | Hans von Boetticher                   | deutscher Ornithologe                                                                                           | 71    |       |
| 20. Januar | Ernst Eisenlohr                       | deutscher Diplomat                                                                                              | 75    |       |
| 20. Januar | Karl Flieher                          | österreichischer Landschafts- und Vedutenmaler                                                                  | 76    |       |
| 20. Januar | Ferencz Jüttner                       | deutscher Physiker                                                                                              | 79    |       |
| 20. Januar | Paul Richter                          | österreichischer Politiker (SdP), Abgeordneter zum Nationalrat                                                  | 80    |       |
| 21. Januar | Claude Bowers                         | US-amerikanischer Historiker, Journalist und Diplomat                                                           | 79    |       |
| 21. Januar | Josef Brönner                         | deutscher Politiker (CDU), MdL, MdB                                                                             | 73    |       |
| 21. Januar | Ferdinand Hoppmann                    | Landtagsabgeordneter (KPD), MdL                                                                                 | 68    |       |
| 21. Januar | Alvin Olin King                       | US-amerikanischer Politiker                                                                                     | 67    |       |
| 21. Januar | Ernst Ziegler                         | deutscher Unternehmer und Kunstsammler                                                                          |       |       |
| 22. Januar | Lawrence H. Smith                     | US-amerikanischer Politiker                                                                                     | 65    |       |
| 23. Januar | Johannes Beermann                     | estnisch-deutscher evangelischer Theologe und Bischof                                                           | 79    |       |
| 23. Januar | Ilija Beschkow                        | bulgarischer Künstler                                                                                           | 56    |       |
| 23. Januar | Hugo Feser                            | deutscher Politiker (SPD), MdHB                                                                                 | 84    |       |
| 23. Januar | Nikolaos Georgandas                   | griechischer Leichtathlet                                                                                       | 77    |       |
| 23. Januar | Arda Green                            | US-amerikanische Biochemikerin                                                                                  | 58    |       |
| 23. Januar | Ishigaki Eitarō                       | japanischer Maler                                                                                               | 64    |       |
| 23. Januar | Kristian Johansen                     | grönländischer Landesrat                                                                                        | 42    |       |
| 23. Januar | Satoko Kitahara                       | japanische Katholikin; begonnener Seligsprechungsprozess                                                        | 28    |       |
| 24. Januar | Hedwig Bleibtreu                      | österreichische Theater- und Filmschauspielerin                                                                 | 89    |       |
| 24. Januar | Werner Hasselblatt                    | deutsch-baltischer Jurist und Politiker, Mitglied des Riigikogu                                                 | 67    |       |
| 24. Januar | Jack McDonald                         | kanadischer Eishockeyspieler                                                                                    | 70    |       |
| 24. Januar | Frank L. Shaw                         | US-amerikanischer Politiker                                                                                     | 80    |       |
| 24. Januar | Charles Trevelyan, 3. Baronet         | britischer Adeliger und Politiker, Mitglied des House of Commons                                                | 87    |       |
| 24. Januar | Charles Van Den Born                  | belgischer Bahnradsportler, französischer Flugpionier                                                           | 83    |       |
| 25. Januar | Cemil Topuzlu                         | türkischer Chirurg und Istanbuler Bürgermeister                                                                 | 91    |       |
| 26. Januar | William Gillies                       | britischer politischer Funktionär                                                                               | 73    |       |
| 26. Januar | Rudolf Graber                         | Schweizer Schriftsteller                                                                                        | 58    |       |
| 27. Januar | Erich Hagemeister                     | deutscher Schriftsteller, Dramaturg und Dramatiker                                                              | 79    |       |
| 27. Januar | Otto Leiber                           | deutscher Maler, Grafiker und Bildhauer                                                                         | 79    |       |
| 27. Januar | Oskar von Preußen                     | preußischer Offizier; Generalmajor der Wehrmacht; Herrenmeister des Johanniterordens                            | 69    |       |
| 27. Januar | Thomas J. B. Robinson                 | US-amerikanischer Politiker                                                                                     | 89    |       |
| 28. Januar | Rudolf Langhammer                     | tschechoslowakischer Lehrer, Archivar und Heimatforscher                                                        | 68    |       |
| 28. Januar | Josef Ignaz Marxer                    | liechtensteinischer Politiker (FBP, später VP)                                                                  | 80    |       |
| 28. Januar | Ivor Maxse                            | britischer General                                                                                              | 95    |       |
| 28. Januar | John Mitchell Nuttall                 | britischer Physiker                                                                                             | 67    |       |
| 28. Januar | Charles Pears                         | britischer Maler, Illustrator und Plakatkünstler                                                                | 84    |       |
| 28. Januar | Josef Stini                           | österreichischer Geologe                                                                                        | 77    |       |
| 28. Januar | Carola Toelle                         | deutsche Schauspielerin                                                                                         | 65    |       |
| 29. Januar | Helge Backlund                        | schwedischer Geologe                                                                                            | 79    |       |
| 29. Januar | Carl Eckardt                          | deutscher Politiker (USPD; VKPD)                                                                                | 75    |       |
| 29. Januar | Hans Dietrich von Gemmingen           | bayerischer Kämmerer und preußischer Major                                                                      | 88    |       |
| 29. Januar | Arnfinn Heje                          | norwegischer Segler                                                                                             | 80    |       |
| 29. Januar | Kurt Lohse                            | deutscher Maler und Opernsänger                                                                                 |       |       |
| 29. Januar | Jan Müller                            | deutsch-amerikanischer Maler                                                                                    | 35    |       |
| 29. Januar | Léon Rudnicki                         | französischer Maler, Illustrator und Plakatkünstler                                                             | 84    |       |
| 30. Januar | Jean Crotti                           | schweizerisch-französischer Maler und Graphiker                                                                 | 79    |       |
| 30. Januar | Ernst Heinkel                         | deutscher Ingenieur                                                                                             | 70    |       |
| 30. Januar | Arthur Läwen                          | deutscher Chirurg und Hochschullehrer                                                                           | 81    |       |
| 30. Januar | Ernst Schertel                        | deutscher Schriftsteller und Publizist, Altertums- und Religionswissenschaftler, Pionier der Nacktkultur und... | 73    |       |
| 31. Januar | Rudolf Saliger                        | österreichischer Bauingenieur                                                                                   | 84    |       |
| 31. Januar | Karl Selter                           | estnischer Politiker, Jurist und Diplomat                                                                       | 59    |       |
| Januar     | Karola Jovanović                      | Opernsängerin (Sopran)                                                                                          |       |       |
| Januar     | Antonie Kaulbach                      | deutsche Porträtmalerin                                                                                         | 82    |       |

## Februar
| Tag         | Name                                  | Beruf, bekannt als                                                                                           | Alter | Beleg |
| ----------- | ------------------------------------- | --- | ----- | ----- |
| 1. Februar  | Lukas Christ                          | Schweizer evangelischer Geistlicher                                                                          | 76    |       |
| 1. Februar  | Clinton Davisson                      | US-amerikanischer Physiker und Nobelpreisträger                                                              | 76    |       |
| 1. Februar  | Peter Pooth                           | deutscher Wissenschaftler und Archivar                                                                       | 73    |       |
| 1. Februar  | Elmer Ryan                            | US-amerikanischer Politiker                                                                                  | 50    |       |
| 2. Februar  | Travis Banton                         | US-amerikanischer Kostümbildner beim Film                                                                    | 63    |       |
| 2. Februar  | Albert Debrunner                      | Schweizer Indogermanist, Gräzist und Sprachwissenschaftler                                                   | 73    |       |
| 2. Februar  | Kurt Hickethier                       | deutscher Alternativmediziner und Weiterentwickler der Antlitzanalyse („Antlitzdiagnostik“)                  | 66    |       |
| 2. Februar  | Walter Kingsford                      | britischer Schauspieler                                                                                      | 76    |       |
| 2. Februar  | Max Schneider                         | tschechoslowakisch-deutscher kommunistischer Parteifunktionär                                                | 48    |       |
| 2. Februar  | Bertrand Snell                        | US-amerikanischer Politiker                                                                                  | 87    |       |
| 3. Februar  | Aleksandrs Ābrams                     | lettischer Fußballspieler                                                                                    | 54    |       |
| 3. Februar  | Imre Horváth                          | ungarischer kommunistischer Politiker                                                                        | 56    |       |
| 3. Februar  | Richard Kauffmann                     | Architekt und Stadtplaner                                                                                    | 70    |       |
| 3. Februar  | Camillo Kronich                       | österreichischer Gastronom                                                                                   | 81    |       |
| 3. Februar  | Max Reichmann                         | deutscher Filmregisseur                                                                                      | 73    |       |
| 3. Februar  | Alice Ravenel Huger Smith             | US-amerikanische Malerin, Grafikerin und Schriftstellerin                                                    | 81    |       |
| 4. Februar  | Monta Bell                            | US-amerikanischer Filmproduzent, Filmregisseur und Drehbuchautor                                             | 66    |       |
| 4. Februar  | Karl Bickleder                        | deutscher Politiker (BVP, CSU), MdR, MdL                                                                     | 69    |       |
| 4. Februar  | Fritz Degelow                         | deutscher SS-Sturmbannführer und Kommandeur der Wachkompanie im KZ Dachau                                    | 65    |       |
| 4. Februar  | Gustav Hackemack                      | lippischer Heimat- und Mundartdichter                                                                        | 85    |       |
| 4. Februar  | Einar Halling-Johansson               | schwedischer Fußballspieler                                                                                  | 64    |       |
| 4. Februar  | Henry Kuttner                         | amerikanischer Schriftsteller                                                                                | 42    |       |
| 4. Februar  | Fritz Paplham                         | österreichischer Fotograf und Landschaftsmaler                                                               | 70    |       |
| 4. Februar  | Eugen von Wagenhoff                   | deutscher Verwaltungsjurist und Gutsbesitzer                                                                 | 83    |       |
| 5. Februar  | Lew Brown                             | russisch-amerikanischer Songwriter und Songtexter                                                            | 64    |       |
| 5. Februar  | Auguste Diès                          | französischer Gräzist, Philosophiehistoriker und katholischer Priester                                       | 83    |       |
| 5. Februar  | Leo Geiger                            | österreichischer Werkzeugmacher und Politiker (SPÖ), Abgeordneter zum Nationalrat, Mitglied des Bundesrates  | 58    |       |
| 5. Februar  | Arthur Henney                         | deutscher Automobilrennfahrer und Unternehmer                                                                | 76    |       |
| 5. Februar  | Martin Kirschbaum                     | deutscher Kriminalbeamter                                                                                    | 69    |       |
| 5. Februar  | Gian Battista Mantegazzi              | Schweizer Komponist und Dirigent                                                                             | 68    |       |
| 5. Februar  | Oreste Puliti                         | italienischer Florett- und Säbelfechter                                                                      | 66    |       |
| 5. Februar  | Henry Tomlinson                       | britischer Schriftsteller und Journalist                                                                     | 84    |       |
| 5. Februar  | Arthur Tresse                         | französischer Mathematiker                                                                                   | 89    |       |
| 6. Februar  | Geoff Bent                            | englischer Fußballspieler                                                                                    | 25    |       |
| 6. Februar  | Roger Byrne                           | englischer Fußballspieler                                                                                    | 28    |       |
| 6. Februar  | Eddie Colman                          | englischer Fußballspieler                                                                                    | 21    |       |
| 6. Februar  | Walter Crickmer                       | englischer Fußballtrainer                                                                                    |       |       |
| 6. Februar  | Jean-Félix de Hemptinne               | belgischer römisch-katholischer Ordensgeistlicher, Apostolischer Vikar von Katanga                           | 81    |       |
| 6. Februar  | Mark Jones                            | englischer Fußballspieler                                                                                    | 24    |       |
| 6. Februar  | Charles Langbridge Morgan             | englischer Schriftsteller und Kritiker                                                                       | 64    |       |
| 6. Februar  | David Pegg                            | englischer Fußballspieler                                                                                    | 22    |       |
| 6. Februar  | Rosa Schmid-Göringer                  | österreichische Malerin                                                                                      | 89    |       |
| 6. Februar  | Frank Swift                           | englischer Fußballtorhüter                                                                                   | 44    |       |
| 6. Februar  | Tommy Taylor                          | englischer Fußballspieler                                                                                    | 26    |       |
| 6. Februar  | Heinrich Vogel                        | deutscher Agrarwissenschaftler und SS-Führer                                                                 | 56    |       |
| 6. Februar  | Billy Whelan                          | irischer Fußballspieler                                                                                      | 22    |       |
| 7. Februar  | Rodolfo Caccavo                       | argentinischer Radrennfahrer                                                                                 | 30    |       |
| 7. Februar  | Ferenc von Hatvany                    | ungarischer Maler und Kunstsammler                                                                           | 76    |       |
| 7. Februar  | Vladimir Lossky                       | russisch-französischer Theologe                                                                              | 54    |       |
| 7. Februar  | Betty MacDonald                       | amerikanische Autorin                                                                                        | 50    |       |
| 7. Februar  | Hans Gottfried von Nostitz-Drzewiecki | deutscher Jurist                                                                                             | 94    |       |
| 7. Februar  | Bruno Schulz                          | deutscher Erbbiologe und Psychiater                                                                          | 67    |       |
| 8. Februar  | Johann Georg von Dewitz               | deutscher Offizier und Politiker (DNVP), MdR                                                                 | 79    |       |
| 8. Februar  | Elisabeth Henriette von Österreich    | habsburgische Erzherzogin                                                                                    | 74    |       |
| 8. Februar  | Edmond Faral                          | französischer Romanist und Mediävist                                                                         | 75    |       |
| 8. Februar  | Walter von Hagens                     | deutscher Richter                                                                                            | 84    |       |
| 8. Februar  | Hermann Künanz                        | deutscher Forstbeamter                                                                                       | 61    |       |
| 8. Februar  | Zbigniew Pronaszko                    | polnischer Maler, Bildhauer und Hochschullehrer                                                              | 72    |       |
| 8. Februar  | Josef Renner                          | österreichischer Politiker (ÖVP), Landtagsabgeordneter                                                       | 65    |       |
| 8. Februar  | Alfred Semerau                        | deutscher Schriftsteller, Übersetzer und Verleger                                                            | 83    |       |
| 9. Februar  | Rupert Berger                         | deutscher Politiker (BVP/CSU), MdL                                                                           | 61    |       |
| 9. Februar  | Alejandro Fombellida                  | spanischer Radrennfahrer                                                                                     | 42    |       |
| 9. Februar  | Walter Frauenberger                   | österreichischer Jurist und Bergsteiger                                                                      | 49    |       |
| 9. Februar  | Erich Friedlaender                    | deutscher Psychiater                                                                                         | 74    |       |
| 9. Februar  | Paul Adolf Hauptmann                  | deutscher Maler                                                                                              | 70    |       |
| 9. Februar  | Oliver H. Langeland                   | norwegischer Offizier im Zweiten Weltkrieg                                                                   | 71    |       |
| 9. Februar  | William LeBaron                       | US-amerikanischer Filmproduzent                                                                              | 74    |       |
| 10. Februar | Aleksander Klumberg                   | estnischer Leichtathlet                                                                                      | 58    |       |
| 10. Februar | Richard Kuthan                        | österreichischer Fußballspieler                                                                              | 66    |       |
| 10. Februar | Paul Leo                              | deutscher evangelischer Theologe und Geistlicher                                                             | 65    |       |
| 10. Februar | Nezihe Muhiddin                       | türkische Autorin, Journalistin und Frauenrechtlerin                                                         |       |       |
| 10. Februar | Valère Ollivier                       | belgischer Radrennfahrer                                                                                     | 36    |       |
| 10. Februar | Wilhelm Pschorr                       | deutscher Tierarzt und Ministerialbeamter                                                                    | 74    |       |
| 10. Februar | Friedrich Wohnsiedler                 | deutsch-neuseeländischer Winzer                                                                              | 78    |       |
| 11. Februar | Hermann Bauer                         | deutscher Marineoffizier, zuletzt Admiral                                                                    | 82    |       |
| 11. Februar | Olivia Fried                          | ungarische Tänzerin und Filmschauspielerin                                                                   | 45    |       |
| 11. Februar | Heinrich Hermelink                    | evangelischer Kirchenhistoriker                                                                              | 80    |       |
| 11. Februar | Ernest Jones                          | britischer Psychoanalytiker und Autor                                                                        | 79    |       |
| 11. Februar | Bertil Malmberg                       | schwedischer Dichter                                                                                         | 68    |       |
| 11. Februar | Archie H. Miller                      | US-amerikanischer Politiker                                                                                  | 71    |       |
| 11. Februar | Waldemar Staegemann                   | deutscher Schauspieler, Opernsänger (Bariton), Hörspielsprecher und Gesangslehrer                            | 78    |       |
| 12. Februar | Petr Bezruč                           | tschechischer Schriftsteller und Dichter                                                                     | 90    |       |
| 12. Februar | Marcel Cachin                         | französischer Politiker, Mitglied der Nationalversammlung, Direktor der Zeitung L’Humanité                   | 88    |       |
| 12. Februar | Minna Flake                           | deutsche Ärztin und Sozialistin                                                                              | 71    |       |
| 12. Februar | Johann Habben                         | deutscher Polizeipräsident in Hannover, korrupter Beamter und NSDAP-Mitglied                                 | 83    |       |
| 12. Februar | Douglas Hartree                       | britischer Mathematiker und Physiker                                                                         | 60    |       |
| 12. Februar | Robert Rohde                          | deutscher Politiker (SPD), Mitglied der Stadtverordnetenversammlung von Groß-Berlin                          | 57    |       |
| 12. Februar | Donald F. Snow                        | US-amerikanischer Politiker                                                                                  | 80    |       |
| 12. Februar | Szczepan Sobalkowski                  | polnischer römisch-katholischer Geistlicher, Weihbischof der Diözese Kielce                                  | 55    |       |
| 12. Februar | Franz Stein                           | deutscher Schauspieler                                                                                       | 77    |       |
| 13. Februar | Piero Carnabuci                       | italienischer Schauspieler                                                                                   | 62    |       |
| 13. Februar | Elisabeth Gundolf                     | deutsche Nationalökonomin, Schriftstellerin und Übersetzerin der Werke von Antonio Graziadei (1873–1953)     | 64    |       |
| 13. Februar | Margarete Gräfin Keyserlingk          | deutsche Frauenrechtlerin                                                                                    | 78    |       |
| 13. Februar | Aymé Kunc                             | französischer Komponist, Dirigent und Musikpädagoge                                                          | 81    |       |
| 13. Februar | Heinrich Michael Neustetter           | österreichischer Entomologe und Insektenhändler                                                              | 83    |       |
| 13. Februar | Christabel Pankhurst                  | britische Frauenrechtlerin                                                                                   | 77    |       |
| 13. Februar | José Domingo Ramírez Garrido          | mexikanischer Botschafter                                                                                    | 69    |       |
| 13. Februar | Georges Rouault                       | französischer Maler und Grafiker                                                                             | 86    |       |
| 13. Februar | Maurice Solovine                      | rumänisch-französischer Philosoph und Übersetzer                                                             | 82    |       |
| 13. Februar | André Wedemeyer                       | deutscher Japanologe und Sinologe                                                                            | 82    |       |
| 14. Februar | Wilhelm Kißkalt                       | deutscher Versicherungsmanager                                                                               | 84    |       |
| 14. Februar | Jakob Kneip                           | deutscher Heimatdichter im Hunsrück                                                                          | 76    |       |
| 14. Februar | Hans Kreller                          | deutscher Rechtshistoriker                                                                                   | 70    |       |
| 14. Februar | Charles Mendl                         | britischer Diplomat und Filmschauspieler                                                                     | 86    |       |
| 14. Februar | Otto Steiger                          | Schweizer Politiker (BGB)                                                                                    |       |       |
| 15. Februar | Wanda von Bernhard                    | deutsche bzw. russische bzw. sowjetische Pianistin und Musikpädagogin                                        | 79    |       |
| 15. Februar | Alexis François                       | Schweizer Romanist                                                                                           | 80    |       |
| 15. Februar | Numan Menemencioğlu                   | türkischer Diplomat, Politiker, Außenminister                                                                |       |       |
| 15. Februar | Franz Scholz                          | deutscher Verwaltungsrichter und Fachbuchautor                                                               | 84    |       |
| 15. Februar | Tokunaga Sunao                        | japanischer Schriftsteller                                                                                   | 59    |       |
| 15. Februar | Martin Volmert                        | deutscher Politiker der CDU                                                                                  | 64    |       |
| 15. Februar | Philip Van Zandt                      | niederländisch-amerikanischer Schauspieler                                                                   | 53    |       |
| 16. Februar | Victor Arendorff                      | schwedischer anarchistischer Schriftsteller                                                                  | 79    |       |
| 16. Februar | Georg Jilovsky                        | tschechischer Maler und Grafiker                                                                             | 73    |       |
| 16. Februar | Rudolf Pleil                          | deutscher Serienmörder                                                                                       | 33    |       |
| 17. Februar | Wilhelm Bahlburg                      | deutscher Politiker (DP), MdL, MdB                                                                           | 69    |       |
| 17. Februar | Tala Birell                           | österreichische Schauspielerin                                                                               | 50    |       |
| 17. Februar | Wilhelm Hein                          | deutscher Politiker (KPD), MdR                                                                               | 69    |       |
| 17. Februar | Herbert E. Hitchcock                  | US-amerikanischer Politiker                                                                                  | 90    |       |
| 17. Februar | John C. Lehr                          | US-amerikanischer Politiker                                                                                  | 79    |       |
| 18. Februar | Wilhelm Behrens                       | deutscher Politiker (USPD, SPD), MdL                                                                         | 72    |       |
| 18. Februar | Adrian Brunel                         | britischer Filmregisseur und Drehbuchautor                                                                   | 65    |       |
| 18. Februar | Jaroslav Kvapil                       | tschechischer Komponist                                                                                      | 65    |       |
| 18. Februar | Charles Miles                         | australischer General                                                                                        | 73    |       |
| 18. Februar | Heinrich Schläppi                     | Schweizer Bobfahrer                                                                                          | 52    |       |
| 18. Februar | Martin Schlunk                        | deutscher Missionswissenschaftler                                                                            | 83    |       |
| 18. Februar | Luigi Spazzapan                       | italienischer Maler und Bildhauer                                                                            | 68    |       |
| 19. Februar | Charles King                          | US-amerikanischer Leichtathlet                                                                               | 77    |       |
| 20. Februar | Harishchandra Sakharam Bhatavdekar    | indischer Filmpionier                                                                                        | 89    |       |
| 20. Februar | Dwight H. Green                       | US-amerikanischer Politiker                                                                                  | 61    |       |
| 20. Februar | Thurston Hall                         | US-amerikanischer Schauspieler in Film, Fernsehen und Theater                                                | 75    |       |
| 20. Februar | Else Heims                            | deutsche Schauspielerin                                                                                      | 79    |       |
| 20. Februar | Paul Gerhard Hosemann                 | deutscher Chirurg                                                                                            | 78    |       |
| 20. Februar | Franz Ippisch                         | österreichischer Cellist und Komponist                                                                       | 74    |       |
| 20. Februar | Isidore Philipp                       | ungarischer Pianist und Musikpädagoge                                                                        | 94    |       |
| 20. Februar | Franz Rosenbruch                      | deutscher Politiker (SPD), MdL                                                                               | 59    |       |
| 20. Februar | Eduard Sträter                        | deutscher Verwaltungsjurist                                                                                  | 73    |       |
| 20. Februar | Jakob Weber                           | russlanddeutscher Kunstmaler                                                                                 | 87    |       |
| 21. Februar | Henryk Arctowski                      | polnischer Wissenschaftler, Ozeanograf und Erforscher der Antarktis                                          | 86    |       |
| 21. Februar | Duncan Edwards                        | englischer Fußballspieler                                                                                    | 21    |       |
| 21. Februar | Richard Felgenhauer                   | sudetendeutscher Maler, Grafiker und Zeichner                                                                | 62    |       |
| 21. Februar | Johann Jacobs                         | deutscher Unternehmer (Jacobs-Kaffee)                                                                        | 88    |       |
| 21. Februar | Käthe Schuftan                        | jüdische deutsche Malerin und antifaschistische Widerstandskämpferin                                         | 59    |       |
| 21. Februar | Hermann Siemonsen                     | deutscher lutherischer Pastor und Propst, zuletzt Propst von Schleswig                                       | 76    |       |
| 21. Februar | Luigi Visintin                        | italienischer Geograph und Kartograph                                                                        | 66    |       |
| 22. Februar | Abul Kalam Azad                       | indischer Schriftsteller und Freiheitskämpfer                                                                | 69    |       |
| 22. Februar | Christa Anita Brück                   | deutsche Schriftstellerin                                                                                    | 58    |       |
| 22. Februar | Oskar Graf                            | deutscher Maler des Naturalismus                                                                             | 84    |       |
| 22. Februar | Theo Harych                           | deutscher Schriftsteller                                                                                     | 54    |       |
| 22. Februar | John W. Martin                        | US-amerikanischer Politiker                                                                                  | 73    |       |
| 22. Februar | Mathurin Méheut                       | französischer Maler, Grafiker, Bildhauer, Töpfer, Illustrator und Designer                                   | 75    |       |
| 22. Februar | Walther Schotte                       | deutscher Journalist, Historiker und Schriftsteller                                                          | 71    |       |
| 23. Februar | Christa Deuticke-Szabo                | österreichische Eiskunstläuferin und Malerin                                                                 | 63    |       |
| 23. Februar | Giandomenico Serra                    | italienischer Linguist, Romanist, Italianist, Sardologe und Dialektologe                                     | 72    |       |
| 23. Februar | Julian Grigorjewitsch Sitkowetski     | russischer Violinist                                                                                         | 32    |       |
| 23. Februar | Hermann Ullmann                       | deutscher volkskonservativer Journalist                                                                      | 73    |       |
| 23. Februar | Adolar-Hermann Wuppermann             | deutscher Generalmajor der Luftwaffe im Zweiten Weltkrieg                                                    | 71    |       |
| 24. Februar | Paul Amann                            | österreichischer Schriftsteller und Übersetzer                                                               | 73    |       |
| 24. Februar | Fernand Baldensperger                 | französischer Literaturhistoriker und Begründer der Vergleichenden Literaturwissenschaft                     | 86    |       |
| 24. Februar | Hans Nadler                           | deutscher Maler                                                                                              | 79    |       |
| 24. Februar | Gaston Ravel                          | französischer Schauspieler, Stummfilm-Regisseur und Drehbuchautor                                            | 79    |       |
| 24. Februar | Friedrich Schäffer von Bernstein      | preußischer Generalmajor                                                                                     | 89    |       |
| 25. Februar | Rūdolfs Bangerskis                    | lettischer General und Kriegsminister, russischer Oberst, SS-Gruppenführer und Generalleutnant der Waffen-SS | 79    |       |
| 25. Februar | Emil Hübscher                         | österreichischer Leichtathlet                                                                                | 45    |       |
| 25. Februar | Hinrich Knittermeyer                  | deutscher Bibliothekar und Philosoph                                                                         | 67    |       |
| 25. Februar | Emil Muller                           | US-amerikanischer Diskuswerfer                                                                               | 67    |       |
| 25. Februar | Ole Sørensen                          | norwegischer Segler                                                                                          | 74    |       |
| 26. Februar | Emil Graf                             | deutscher Opernsänger (Tenor)                                                                                | 71    |       |
| 26. Februar | Judith Harms                          | deutsche Schauspielerin und Hörspielsprecherin                                                               | 47    |       |
| 26. Februar | João de Deus Ramalho                  | portugiesischer Jesuitenmissionar                                                                            | 78    |       |
| 26. Februar | Hanna Sandtner                        | deutsche Politikerin (KPD), MdR                                                                              | 57    |       |
| 26. Februar | Yokoyama Taikan                       | japanischer Maler                                                                                            | 89    |       |
| 27. Februar | Harry Cohn                            | US-amerikanischer Filmproduzent                                                                              | 66    |       |
| 27. Februar | Aleardo Pini                          | Schweizer Politiker (FDP)                                                                                    | 50    |       |
| 27. Februar | J. Scott Wolff                        | US-amerikanischer Politiker                                                                                  | 79    |       |
| 28. Februar | Adolf Jenckel                         | deutscher Chirurg und Hochschullehrer                                                                        | 87    |       |
| 28. Februar | Erich Morawsky                        | deutscher Filmproduzent und Filmfirmenmanager                                                                | 67    |       |
| 28. Februar | Alfred Schulz van Treeck              | deutscher Mediziner und Pionier der Otoskopie                                                                | 54    |       |
| 28. Februar | Osman Zeki Üngör                      | türkischer Komponist, Violinist und Dirigent                                                                 |       |       |
| 28. Februar | Martin Walzer                         | deutscher Priester und Politiker                                                                             | 74    |       |
| 28. Februar | Sigmund Wassermann                    | deutscher Jurist und Bankier                                                                                 | 68    |       |
| Februar     | Frederick DeLand Leete                | US-amerikanischer methodistischer Theologe und Bischof                                                       | 91    |       |
| Februar     | Hans Schlemmer                        | deutscher Religionspädagoge                                                                                  | 72    |       |

## März
| Tag      | Name                                  | Beruf, bekannt als                                                                                              | Alter | Beleg |
| -------- | ------------------------------------- | --- | ----- | ----- |
| 1. März  | Giacomo Balla                         | italienischer Maler des Futurismus                                                                              | 86    |       |
| 1. März  | Friedrich Forster                     | deutscher Schriftsteller, Schauspieler und Dramaturg                                                            | 62    |       |
| 1. März  | Octavio Ortiz Arrieta                 | peruanischer römisch-katholischer Geistlicher, Bischof von Chachapoyas (1921–1958)                              | 79    |       |
| 1. März  | Lawrence C. Phipps                    | US-amerikanischer Politiker                                                                                     | 95    |       |
| 1. März  | Willy Strecker                        | deutscher Musikverleger                                                                                         | 73    |       |
| 1. März  | Bernhard Vollmer                      | deutscher Historiker und Archivar                                                                               | 71    |       |
| 2. März  | Constantin Rembe                      | deutscher Generalmajor und Politiker (NSDAP), MdR, MdL                                                          | 89    |       |
| 2. März  | Leon Szalet                           | polnischer Immobilienmakler und Überlebender des Holocaust                                                      | 65    |       |
| 3. März  | Heribert Bahndorf                     | deutscher Maler                                                                                                 | 80    |       |
| 3. März  | Herbert Glaeser                       | deutscher Politiker (BHE), MdL                                                                                  | 58    |       |
| 3. März  | Alfred von Glasenapp                  | Kapitänsleutnant und deutscher U-Bootkommandant im Ersten Weltkrieg                                             | 75    |       |
| 3. März  | Ivan Krasko                           | slowakischer Dichter und Schriftsteller                                                                         | 81    |       |
| 3. März  | Georgi Tichonowitsch Krutikow         | russischer Architekt                                                                                            | 58    |       |
| 3. März  | Rowena Morse                          | US-amerikanische Theologin, Philosophin und Kunsthistorikerin                                                   | 87    |       |
| 3. März  | Heinrich Möller                       | deutscher Musikschriftsteller und Musikwissenschaftler                                                          | 81    |       |
| 3. März  | Arno Poebel                           | deutscher Altorientalist                                                                                        | 77    |       |
| 3. März  | Eugen Seiterich                       | deutscher Geistlicher, Erzbischof von Freiburg im Breisgau                                                      | 55    |       |
| 3. März  | Wilhelm Zaisser                       | deutscher Politiker (KPD, SED), MdV, Minister für Staatssicherheit in der DDR                                   | 64    |       |
| 4. März  | Auguste Descarries                    | kanadischer Pianist, Organist, Musikpädagoge und Komponist                                                      | 61    |       |
| 4. März  | Georg Haindl                          | deutscher Papierfabrikant und Wirtschaftspolitiker                                                              | 76    |       |
| 5. März  | Guido Benedikt Beck                   | Kapuziner, Bischof, Apostolischer Präfekt und Apostolischer Vikar von Araukanien, Chile                         | 72    |       |
| 5. März  | Afonso Duarte                         | portugiesischer Dichter                                                                                         | 74    |       |
| 5. März  | Adolf Eigl                            | österreichischer Politiker                                                                                      | 75    |       |
| 5. März  | Karl-Josef Koch                       | deutscher Politiker (Zentrum), MdL                                                                              | 60    |       |
| 5. März  | Horace Pierce                         | US-amerikanischer Künstler                                                                                      | 41    |       |
| 5. März  | Eugen Seydel                          | Polizeipräsident von Wien                                                                                       | 78    |       |
| 5. März  | Harold Smith                          | US-amerikanischer Wasserspringer                                                                                | 49    |       |
| 5. März  | Michael Vas                           | österreichischer Politiker (LdB, CS), MdL (Burgenland)                                                          | 76    |       |
| 6. März  | Gustav Giesecke                       | deutscher Politiker (SRP), Landtagsabgeordneter in Niedersachsen                                                | 70    |       |
| 6. März  | Anton Reinthaller                     | österreichischer Gutsbesitzer und Politiker (NSDAP, FPÖ), MdR                                                   | 62    |       |
| 6. März  | Oscar da Silva                        | portugiesischer Pianist, Komponist und Musikpädagoge                                                            | 87    |       |
| 6. März  | Sam Taylor                            | US-amerikanischer Filmregisseur, Drehbuchautor und Produzent                                                    | 62    |       |
| 6. März  | Johannes Vehlow                       | deutscher Astrologe                                                                                             | 67    |       |
| 7. März  | Karl Boehm                            | deutscher Mathematiker                                                                                          | 84    |       |
| 7. März  | Alexander Isaak Cemach                | russisch-österreichisch-britischer Mediziner und Hochschullehrer                                                | 75    |       |
| 7. März  | Oskar Czeija                          | österreichischer Rundfunkpionier                                                                                | 70    |       |
| 7. März  | Lili Novy                             | deutsch-slowenische Lyrikerin und Übersetzerin                                                                  | 71    |       |
| 7. März  | Hermann Schroer                       | deutscher Politiker (NSDAP), MdR                                                                                | 57    |       |
| 7. März  | Kurt Uhlig                            | deutscher Politiker (SPD), MdR                                                                                  | 69    |       |
| 8. März  | Karl Ludwig Diehl                     | deutscher Schauspieler                                                                                          | 61    |       |
| 8. März  | Carl Feckes                           | deutscher römisch-katholischer Theologe und Dogmatiker                                                          | 63    |       |
| 8. März  | Ryszard Gansiniec                     | polnischer Klassischer Philologe, Religionswissenschaftler und Kulturhistoriker                                 | 70    |       |
| 8. März  | Galo González Díaz                    | chilenischer Politiker                                                                                          | 64    |       |
| 8. März  | Robert Grimm                          | Schweizer Politiker und Publizist                                                                               | 76    |       |
| 8. März  | María Eulalia von Spanien             | spanische Adelige, Mitglied der königlichen spanischen Familie und durch Heirat Herzogin von Galliera, sowie... | 94    |       |
| 8. März  | Irena Solska                          | polnische Schauspielerin und Regisseurin                                                                        | 80    |       |
| 9. März  | Eugen Benz                            | deutscher Industrieller, Funktionär und Automobilrennfahrer                                                     | 84    |       |
| 9. März  | Hermann Boelmann                      | deutscher Politiker (SPD), MdBB                                                                                 | 61    |       |
| 9. März  | Eduard Bornträger                     | deutscher Schauspieler                                                                                          | 69    |       |
| 9. März  | Arthur Deicke                         | Konstrukteur von Motoren, Motorrädern, Flugzeugen und Schnellbooten                                             | 76    |       |
| 9. März  | Paul Dinkelacker                      | deutscher Industrie-Manager                                                                                     | 85    |       |
| 9. März  | Heinrich Eggebrecht                   | deutscher Saatgutforscher                                                                                       | 60    |       |
| 9. März  | Fanny Rozet                           | französische Bildhauerin                                                                                        | 76    |       |
| 9. März  | Gorō Yamada                           | japanischer Fußballspieler und -trainer                                                                         | 64    |       |
| 10. März | Charles Beattie                       | nordirischer Politiker, Mitglied des House of Commons                                                           |       |       |
| 10. März | Myriam Harry                          | französische Schriftstellerin                                                                                   | 89    |       |
| 10. März | August Klasing                        | deutscher Jurist, Verlagsbuchhändler und Teilhaber der Firma "Velhagen & Klasing" zu Bielefeld                  | 76    |       |
| 10. März | Dagfinn Morseth                       | norwegischer Architekt                                                                                          | 59    |       |
| 10. März | Karl Wazulek                          | österreichischer Eisschnellläufer                                                                               | 43    |       |
| 11. März | Max Bastian                           | deutscher Marineoffizier, zuletzt Admiral und Präsident des Reichskriegsgerichts                                | 74    |       |
| 11. März | Ole Kirk Christiansen                 | dänischer Unternehmer (Lego)                                                                                    | 66    |       |
| 11. März | John Joseph Dempsey                   | US-amerikanischer Politiker                                                                                     | 78    |       |
| 11. März | Hans Michel                           | deutscher Handwerker und Politiker                                                                              | 68    |       |
| 11. März | Joseph Maria Ruthig                   | deutscher Minoritenpater, Guardian, Provinzial und Geistlicher Rat                                              | 83    |       |
| 11. März | Henning Schönfeld                     | deutscher Offizier im Zweiten Weltkrieg, zuletzt im Range eines Generalmajors                                   | 63    |       |
| 11. März | Ernst Strassmann                      | deutscher Widerstandskämpfer gegen den Nationalsozialismus                                                      | 60    |       |
| 11. März | Otto von Strössenreuther              | bayerischer Regierungsbeamter und Regierungspräsident von Oberfranken                                           | 92    |       |
| 12. März | Ingeborg von Dänemark                 | Ehefrau des Prinzen Carl von Schweden, Herzog von Västergötland                                                 | 79    |       |
| 13. März | Ignaz Burri                           | Schweizer Politiker (FDP)                                                                                       | 85    |       |
| 13. März | Karl Heilmann                         | grönländischer Katechet, Pastor und Schriftsteller                                                              | 65    |       |
| 13. März | Pierre Marraud                        | französischer Jurist und Politiker                                                                              | 97    |       |
| 13. März | Maria Müller                          | deutsche Opernsängerin (Sopran)                                                                                 | 60    |       |
| 13. März | Jonas Schmidt                         | deutscher Agrarwissenschaftler und Tierzüchter                                                                  | 72    |       |
| 14. März | Theodor Burkhardt                     | deutscher Fußballspieler                                                                                        | 53    |       |
| 14. März | James Cohen                           | britischer Leichtathlet                                                                                         | 51    |       |
| 14. März | Anton Duhan                           | österreichischer Richter und deutscher Reichsanwalt                                                             | 75    |       |
| 14. März | Marius Lefevre                        | dänischer Turner                                                                                                | 82    |       |
| 14. März | Leopold von Österreich-Toskana        | österreichischer Erzherzog, Prinz von Ungarn und Prinz von Toskana                                              | 61    |       |
| 14. März | Carl Steuernagel                      | evangelischer Theologe                                                                                          | 89    |       |
| 14. März | Alexandros Touferis                   | griechisch-französischer Leichtathlet                                                                           | 81    |       |
| 15. März | Walter Bachmann                       | deutscher Architekturhistoriker und Denkmalpfleger                                                              | 74    |       |
| 15. März | Ernst von der Decken                  | deutscher Journalist                                                                                            | 63    |       |
| 15. März | Gotthold Häussermann                  | Gutsbesitzer, MdL (Württemberg)                                                                                 | 80    |       |
| 15. März | Giuseppe Romita                       | italienischer Politiker                                                                                         | 71    |       |
| 15. März | Kubo Sakae                            | japanischer Dramatiker                                                                                          | 57    |       |
| 15. März | Meta Sattler                          | deutsche Sozialhelferin                                                                                         | 91    |       |
| 15. März | Albert Steeger                        | deutscher Heimatforscher                                                                                        | 72    |       |
| 15. März | Ottomar Stein                         | deutscher Architekt und Baumeister                                                                              | 90    |       |
| 15. März | John Archibald Venn                   | englischer Ökonom, Hochschullehrer und Autor                                                                    | 74    |       |
| 15. März | Wang Ch’ung-hui                       | chinesischer Jurist, Politiker und Diplomat                                                                     | 76    |       |
| 16. März | Helmuth Greiner                       | deutscher Militärhistoriker                                                                                     | 65    |       |
| 16. März | Samuel B. Hill                        | US-amerikanischer Jurist und Politiker                                                                          | 82    |       |
| 16. März | Josef Kugler                          | deutscher Kapellmeister und Chordirektor                                                                        | 61    |       |
| 16. März | Charlie Kunz                          | britischer Pianist und Bandleader                                                                               | 61    |       |
| 17. März | John Pius Boland                      | irischer Tennisspieler und Politiker, Mitglied des House of Commons                                             | 87    |       |
| 17. März | René Dussaud                          | französischer Orientalist                                                                                       | 89    |       |
| 17. März | Willy Flach                           | deutscher Archivar und Historiker                                                                               | 55    |       |
| 17. März | Henry Malherbe                        | französischer Schriftsteller und Journalist                                                                     | 72    |       |
| 17. März | Roscoe C. McCulloch                   | US-amerikanischer Politiker                                                                                     | 77    |       |
| 17. März | John Johnston Parker                  | US-amerikanischer Richter                                                                                       | 72    |       |
| 17. März | Carl Perkins                          | US-amerikanischer Jazzpianist des Hard Bop                                                                      | 29    |       |
| 18. März | Dora Brandenburg-Polster              | deutsche Buchillustratorin und Grafikerin                                                                       | 73    |       |
| 18. März | Gustav Hermann Halbach                | deutscher Mundartdichter, Sprach- und Heimatforscher                                                            | 75    |       |
| 18. März | Sigve Lie                             | norwegischer Segler                                                                                             | 51    |       |
| 18. März | Eduard Maaß                           | deutscher evangelisch-lutherischer Geistlicher                                                                  | 82    |       |
| 18. März | Max Terpis                            | Schweizer Tänzer, Choreograf, Regisseur und Psychologe                                                          | 69    |       |
| 19. März | Helmer Hermandsen                     | norwegischer Sportschütze                                                                                       | 87    |       |
| 19. März | Charles C. Moore                      | US-amerikanischer Politiker                                                                                     | 92    |       |
| 19. März | Aarne Pekkalainen                     | finnischer Segler                                                                                               | 62    |       |
| 19. März | Ludwig Sternat                        | österreichischer Politiker und Kaufmann                                                                         | 73    |       |
| 20. März | Walther Fischer-Schlemm               | deutscher Maschinentechnologe, Hochschullehrer und ehemaliger Rektor der Universität Hohenheim                  | 69    |       |
| 20. März | Yvan Goor                             | belgischer Rad- und Motorradrennfahrer                                                                          | 73    |       |
| 21. März | Otfried Eberz                         | deutscher Kulturphilosoph und Religionswissenschaftler                                                          | 79    |       |
| 21. März | Paul Theodore Frankl                  | österreichisch-amerikanischer Architekt, Innenarchitekt, Möbeldesigner, Autor und Galerist                      | 71    |       |
| 21. März | Gottfried Kölwel                      | deutscher Lyriker, Dramatiker und Erzähler                                                                      | 68    |       |
| 21. März | Cyril M. Kornbluth                    | US-amerikanischer Science-Fiction-Autor und Mitglied der Futurians                                              | 34    |       |
| 21. März | Paul Rivet                            | französischer Ethnologe, Arzt und Politiker, Mitglied der Nationalversammlung                                   | 81    |       |
| 21. März | Karl Rosenow                          | deutscher Regionalhistoriker, Publizist und Museumsgründer                                                      | 85    |       |
| 21. März | John Christopher Willis               | britischer Botaniker                                                                                            | 90    |       |
| 22. März | Emily Helen Butterfield               | US-amerikanische Frauenrechtlerin, Architektin, Künstlerin                                                      | 73    |       |
| 22. März | Franz Claus                           | deutscher Politiker (FDP), MdL                                                                                  | 62    |       |
| 22. März | Art Cohn                              | US-amerikanischer Sportjournalist, Drehbuchautor und Schriftsteller                                             | 48    |       |
| 22. März | Jean Debucourt                        | französischer Schauspieler                                                                                      | 64    |       |
| 22. März | Karl Eggers                           | deutscher Parteifunktionär (NSDAP) und SA-Führer                                                                | 74    |       |
| 22. März | Sally Fritz Engelbert                 | deutscher Politiker (FDP), MdA                                                                                  | 71    |       |
| 22. März | René van Heusden                      | belgischer Ordensgeistlicher, Missionar und römisch-katholischer Bischof                                        | 69    |       |
| 22. März | Justus Ott                            | deutscher Sänger und Schauspieler                                                                               | 72    |       |
| 22. März | Lydia Lipkowska                       | russisch-rumänische Opernsängerin und Koloratursopranistin ukrainischer Herkunft                                | 75    |       |
| 22. März | George S. Long                        | US-amerikanischer Politiker                                                                                     | 74    |       |
| 22. März | Michael Todd                          | amerikanischer Filmproduzent                                                                                    | 48    |       |
| 22. März | Danila Vassilieff                     | australischer Maler und Bildhauer                                                                               | 60    |       |
| 23. März | Wilhelm Arendts                       | deutscher Generaldirektor und Kommerzienrat                                                                     | 75    |       |
| 23. März | Don Hartman                           | US-amerikanischer Drehbuchautor, Filmregisseur und Komponist                                                    | 57    |       |
| 23. März | Helene Lahr                           | österreichische Schriftstellerin und Übersetzerin                                                               | 64    |       |
| 23. März | Franz Luster-Haggeney                 | Landwirt und Politiker (Zentrum, CDU), MdL                                                                      | 63    |       |
| 23. März | Frederic Maugham, 1. Viscount Maugham | britischer Jurist und Politiker                                                                                 | 91    |       |
| 23. März | Hans Pyritz                           | deutscher Germanist und Goetheforscher                                                                          | 52    |       |
| 23. März | Yamakawa Hitoshi                      | japanischer Politiker                                                                                           | 77    |       |
| 23. März | Florian Znaniecki                     | polnischer Soziologe und Philosoph                                                                              | 76    |       |
| 24. März | Herbert Fields                        | US-amerikanischer Dramatiker und Drehbuchautor                                                                  | 60    |       |
| 24. März | Shorty Fincher                        | US-amerikanischer Country-Musiker                                                                               | 58    |       |
| 24. März | August Haut                           | deutscher Politiker (SPD), MdL                                                                                  | 76    |       |
| 24. März | Anni Swan                             | finnische Schriftstellerin                                                                                      | 83    |       |
| 24. März | Josef Zeitler                         | deutscher Bildhauer                                                                                             | 86    |       |
| 25. März | Tom Brown                             | US-amerikanischer Jazz-Bigband-Leader                                                                           | 69    |       |
| 25. März | August Siemsen                        | deutscher Politiker (SPD, USPD, SAPD, SED), MdR und Pädagoge                                                    | 73    |       |
| 25. März | Christoph Weber                       | deutscher Bibliothekar                                                                                          | 74    |       |
| 25. März | Adolf Weinmüller                      | deutscher Kunsthändler                                                                                          | 71    |       |
| 25. März | Emerson Whithorne                     | US-amerikanischer Pianist und Komponist                                                                         | 73    |       |
| 25. März | Betsey Cushing Roosevelt Whitney      | US-amerikanische Kunstsammlerin und Philanthropin                                                               | 49    |       |
| 26. März | Claude Adams                          | US-amerikanischer Offizier der US Army                                                                          | 63    |       |
| 26. März | Fritz Ernst                           | Schweizer Literaturwissenschaftler und Essayist                                                                 | 68    |       |
| 26. März | Erwin Kalser                          | deutscher Schauspieler und Theaterregisseur                                                                     | 75    |       |
| 26. März | Maurice Pradines                      | französischer Philosoph                                                                                         | 83    |       |
| 26. März | Theodor Springer                      | österreichischer Benediktinerabt                                                                                | 72    |       |
| 26. März | Hans Wacker                           | deutscher Maler                                                                                                 | 89    |       |
| 27. März | Robert Baberske                       | deutscher Kameramann                                                                                            | 57    |       |
| 27. März | Hans Bellinghausen                    | deutscher Historiker und rheinländischer Heimatforscher                                                         | 70    |       |
| 27. März | Christopher Munthe                    | deutsch-norwegischer Landschafts-, Porträt- und Genremaler sowie Landwirt                                       | 78    |       |
| 27. März | Leon C. Phillips                      | US-amerikanischer Politiker                                                                                     | 67    |       |
| 27. März | Karl von Plehwe                       | deutscher Offizier, Gutsbesitzer und Politiker (DNVP)                                                           | 80    |       |
| 27. März | Stanislaus zu Sayn-Wittgenstein-Sayn  | preußischer Standesherr                                                                                         | 85    |       |
| 27. März | Victor Stern                          | österreichischer Politiker (KPČ) und Philosoph                                                                  | 72    |       |
| 27. März | Hans Stiebner                         | deutscher Schauspieler und Theaterregisseur                                                                     | 59    |       |
| 28. März | Erich von Botzheim                    | deutscher Offizier, zuletzt Generalleutnant; Chef des Heereswaffenamts (1925 bis 1926)                          | 87    |       |
| 28. März | Albert Czyborra                       | deutscher Rektor, Schulrat und Autor                                                                            | 77    |       |
| 28. März | W. C. Handy                           | US-amerikanischer Blues-Komponist                                                                               | 84    |       |
| 28. März | Arthur Hermann                        | französischer Turner                                                                                            | 64    |       |
| 29. März | William Burrell                       | britischer Reeder und Kunstsammler                                                                              | 96    |       |
| 29. März | Birger Hammer                         | norwegischer Pianist und Musikpädagoge                                                                          | 77    |       |
| 29. März | Werner von der Schulenburg            | deutscher Bühnenautor                                                                                           | 76    |       |
| 29. März | Gottfried Schwendy                    | deutscher Verwaltungsjurist und Landrat                                                                         | 88    |       |
| 29. März | Alessandro Verde                      | italienischer Kurienkardinal der römisch-katholischen Kirche                                                    | 93    |       |
| 29. März | Jane Wolfe                            | englische Schauspielerin und Thelemitin                                                                         | 83    |       |
| 30. März | Otto Bartels                          | deutscher Maler und Bildhauer                                                                                   | 83    |       |
| 30. März | Centa Bré                             | deutsche Schauspielerin                                                                                         | 88    |       |
| 30. März | Karl Heinrich Maertin                 | deutscher Maler und Hochschullehrer                                                                             | 47    |       |
| 30. März | Ragnar Malm                           | schwedischer Radrennfahrer                                                                                      | 64    |       |
| 30. März | Nishiyama Suishō                      | japanischer Maler                                                                                               | 78    |       |
| 30. März | Iwan Fjodorowitsch Tewossjan          | sowjetischer Politiker und Diplomat                                                                             | 56    |       |
| 31. März | Hans Ehrenberg                        | deutscher Theologe                                                                                              | 74    |       |
| 31. März | Else Frenkel-Brunswik                 | österreichisch-US-amerikanische Psychologin und Psychoanalytikerin                                              | 49    |       |
| 31. März | Michael Frühwirth                     | österreichischer Gewerkschaftssekretär und Politiker (SDAP, SPÖ), Abgeordneter zum Nationalrat                  | 66    |       |
| 31. März | Martin Matschik                       | österreichischer Zisterzienser                                                                                  | 69    |       |
| März     | Jeanne Hatto                          | französische Opernsängerin (Sopran)                                                                             | 79    |       |